# خوان ميرينو رويز
خوان ميرينو رويز (بالإسبانية: Juan Merino) (24 أغسطس 1970 بلا يينا دي لا كونسيبسيون في إسبانيا - ) هو مدرب كرة قدم ولاعب كرة قدم إسباني في مركز الدفاع. شارك مع منتخب إسبانيا تحت 21 سنة لكرة القدم ومنتخب إسبانيا تحت 23 سنة لكرة القدم. أما مع النوادي، فقد لعب مع ريال بيتيس وريكرياتيفو وريال بيتيس بي.

## روابط خارجية
- خوان ميرينو رويز على موقع قاعدة بيانات كرة القدم.إي يو (الإنجليزية)
- خوان ميرينو رويز على موقع عالم كرة القدم.نت (الإنجليزية)